# ニコロ・アントニオ・ジンガレッリ
ニコラ・アントニオ・ジンガレッリ（伊: Nicola Antonio Zingarelli, もしくはニコロ- Niccolò-, 1752年4月4日 - 1837年5月5日）は、イタリアの作曲家。主にオペラの分野で活躍した。

## 生涯
ジンガレッリはナポリに生まれた。彼は7歳からこの町のサンタ・マリア・ディ・ロレート音楽院において、フェナローリ（Fenaroli）とスペランツァ（Speranza）の下で学んだ。
1789年から1790年にはパリに滞在して「アンティゴネ Antigone」を作曲した。フランス革命が勃発すると彼は急いでフランスを後にし、イタリアへと帰国している。1793年にはミラノのドゥオーモの楽長に任用されて翌年までこれを務めたが、ロレートのサントゥアリオ・デッラ・サンタ・カーザの楽長という一流のポストを手にし、そちらへと移った。
1804年、ジンガレッリはローマのシスティーナ礼拝堂の合唱指揮者に就任した。イタリアの愛国者であった彼は、1811年にサン・ピエトロ大聖堂で「テ・デウム」を指揮することをきっぱり拒絶した。この演奏は生まれたばかりでローマ王とされた、ナポレオンの息子のナポレオン2世のためのものであり、ジンガレッリは捕らえられて囚人としてパリへ移送された。しかし、ナポレオンが彼の音楽の愛好家であったため、ジンガレッリはすぐさま解放された。加えて、彼は政府から恩給を受けられることになった。
1813年、ジンガレッリはナポリへと移り住み、音楽院の学長となった。彼の著名な弟子はヴィンチェンツォ・ベッリーニ、マイケル・コスタ、Alessandro Curmi、サヴェリオ・メルカダンテ、ルイジ・フェリーチェ・ロッシなどである。その後、彼は1816年にジョヴァンニ・パイジエッロに代わってナポリ大聖堂の合唱指揮者となり、1837年に没するまでその職に留まった。
ジンガレッリはトッレ・デル・グレーコに没した。ベッリーニは彼の葬儀のために「Sinfonia Funebre」を作曲している。

## 主要作品

### オペラ
ジンガレッリはキャリア初期にオペラの作曲に集中していた。彼がデビューを飾ったのは1781年8月13日にサン・カルロ劇場で上演されたオペラ・セリア「Montezuma」によってであった。ナポリ市民はこの作品を「学問的」過ぎると受け止めたものの、彼はある程度の関心を集めることには成功した。事実、ハイドンはハンガリーのエステルハージ宮殿において、この作品を再演している。
ジンガレッリがフランス・オペラの改善原則をいくらか取り入れた「アンティゴネ」は、パリでわずかの人気を勝ち得ることしかできなかった。そのため、これ以降彼は変革を控え、既に実績のある方法論を用いるようになった。
ジンガレッリは生涯で全37作品のコミック・オペラを作曲した。1785年から1803年にかけては主にミラノのスカラ座のために作曲を行い、中でもそこで最初に上演されたのは「Alsinda」であった。彼は「Il mercato di Monfregoso」と「La secchia rapita」で瞬く間に成功を収めたが、今日彼のオペラの最高傑作とみなされるのは「Giulietta e Romeo」である。最後のオペラとなった「Berenice」は、ローマでの初演以降、彼の生涯にわたって大きな成功を収めた。
現存しているオペラを以下に記す。
- Montezuma （1781年）
- Alsinda （1785年）
- Ifigenia in Aulide （1787年）
- Artaserse （1789年）
- Antigone （1790年）
- La morte di Cesare （1790年）
- Pirro re di Epiro （1791年）
- Annibale in Torino （1792年）
- L'oracolo sannita （1792年）
- Il mercato di Monfregoso （1792年）
- Apelle (1793, revised as Apelle e Campaspe （1795年）
- Quinto Fabio （1794年）
- Il conte di Saldagna （1794年）
- Gli Orazi e i Curiazi （1795年）
- Giulietta e Romeo （1796年）
- La morte di Mitridate （1797年）
- Ines de Castro （1798年）
- Carolina e Mexicow （1798年）
- Meleagro （1798年）
- Il ritratto （1799年）
- Il ratto delle Sabine （1799年）
- Clitennestra （1800年）
- Edipo a Colono （1802年）
- Il bevitore fortunato （1803年）
- Berenice regina d'Armenia （1811年）

他に偽作の疑いのあるものが4作品あり、また17作品が失われている。失われた作品には以下のものが含まれる。
- La secchia rapita （1793年）
- Baldovino （1811年） （リブレット：ヤコポ・フェレッティ（英語版））

### 宗教音楽
信心深いカトリック教徒であったジンガレッリは、ミサ曲、オラトリオ、カンタータ、モテットにも最大限の注意を向けていた。ロレートのために彼は541曲の作品を作曲しており、そのうち28曲はミサ曲である。1829年には、バーミンガム音楽祭のためにカンタータを作曲している。死まで一ヶ月を切った頃に彼はオラトリオ「The Flight into Egypt」を上演しており、自らの葬儀でも演奏されたレクイエムを作曲している。レクイエムは彼が厚い信仰を捧げた教会の様式を内包しているといわれる。